# Kira Braun
Kira Gabriele Braun (* 20. Oktober 1995 in Saarbrücken) ist eine deutsche Politikerin (SPD) und seit 2022 Abgeordnete des saarländischen Landtages.

## Leben
Braun wuchs im Saarbrücker Stadtteil Rodenhof auf und besuchte das Willi-Graf-Gymnasium in Saarbrücken. Nach dem Abitur studierte sie Rechtswissenschaften an der Universität des Saarlandes, absolvierte 2020 das Erste Staatsexamen. Neben ihrem Studium arbeitete Braun als studentische Hilfskraft bei der Bundestagsabgeordneten Josephine Ortleb. Nach dem Studium begann sie ein Rechtsreferendariat in Saarbrücken. Im August 2023 bestand sie ihre 2. Juristische Staatsprüfung.

## Politik
Braun engagiert sich im SPD-Ortsverein Saarbrücken-Rodenhof und war 2016 dort stellvertretende Vorsitzende. Im November 2018 wurde sie zur Landesvorsitzenden der Jusos im Saarland gewählt. 2020 wurde sie als Landesvorsitzende bestätigt. Im September 2022 schied Braun aus diesem Amt aus. Ihr folgte Emily Vontz nach.
Bei der Landtagswahl im Saarland am 27. März 2022 zog Braun für die SPD in den Landtag des Saarlandes ein. Am 5. Mai 2022 wurde sie zur stellvertretenden Vorsitzenden der SPD-Landtagsfraktion gewählt.
Kira Braun ist Mitglied der überparteilichen Europa-Union Deutschland, die sich für ein föderales Europa und den europäischen Einigungsprozess einsetzt.